# 上板橋
上板橋（日语：／ Kami-itabashi */?）是東京都板橋區的町名。現行行政地名為上板橋一丁目至上板橋三丁目。
板橋區全域已實施住居表示。

## 地理
位於板橋區西南部。北鄰若木與中台，東北接常盤台，東連東新町，南通櫻川，西臨練馬區錦。上板橋站南口形成商店街，其他多為住宅地。町域北部有東武鐵道，南邊有國道254號通過。町內東部為上板橋一丁目，西部為二丁目，鐵道路廊以北為三丁目。

### 地價
依據2014年（平成26年）1月1日的公告地價，上板橋2-14-18的住宅地價為35萬8000日圓/m2。

## 歷史
「上板橋」源自於江戶時代的上板橋村。1871年（明治4年）實施廢藩置縣時，上板橋村西至本地，東至大谷口，南至練馬區小竹町、旭丘（西武池袋線江古田站附近）。板橋區成立後，隨著市區町村制度改定、地番整理、住居表示等，町域逐漸縮小。舊上板橋宿名主屋敷在現在的彌生町，舊上板橋村役場在現在的東新町二丁目。現在的上板橋一丁目～三丁目多指東武東上線上板橋站周邊地域。

### 沿革
- 1457年（長祿元年）左右：太田道灌開拓川越街道。
- 1639年（寛永16年）：川越城主松平信綱下令整備川越街道為中山道脇往還。
- 1871年（明治4年）：廢藩置縣，編入東京府。實施大區小區制（日语：大区小区制）。
- 1878年（明治11年）：依據郡區町村編制法（日语：郡区町村編制法）設置北豐島郡，為東京府北豐島郡上板橋村。
- 1914年（大正3年）5月1日：東上鐵道開通。6月17日上板橋站開業。
- 1932年（昭和7年）10月1日：東京府內市郡合併，板橋區成立，為東京府東京市板橋區（舊）上板橋町六、七丁目。（1943年8月1日都制施行）
- 1930年代：板橋乘合自動車（戰後統合為國際興業巴士（日语：国際興業バス））運行練馬橫丁（現在大和町巴士站附近）－豐島園間的路線巴士。設置上板橋站巴士站。
- 1943年（昭和18年）：上板橋－陸軍第一造兵廠內的東武鐵道（委託運行）貨物線（之後的東武啓志線（日语：東武啓志線））開通。
- 1959年（昭和34年）：東武啓志線廢止。
- 1965年（昭和40年）5月1日：實施住居表示，（舊）上板橋町六丁目、七丁目重編為（新）上板橋一丁目～三丁目。
- 1990年（平成2年）：飯田百貨店（現Comodi-iida（日语：コモディイイダ））上板橋店開店。
- 1999年（平成11年）：東武STORE（日语：東武ストア）上板橋店關閉後成為本社新址。

## 交通

### 鐵道

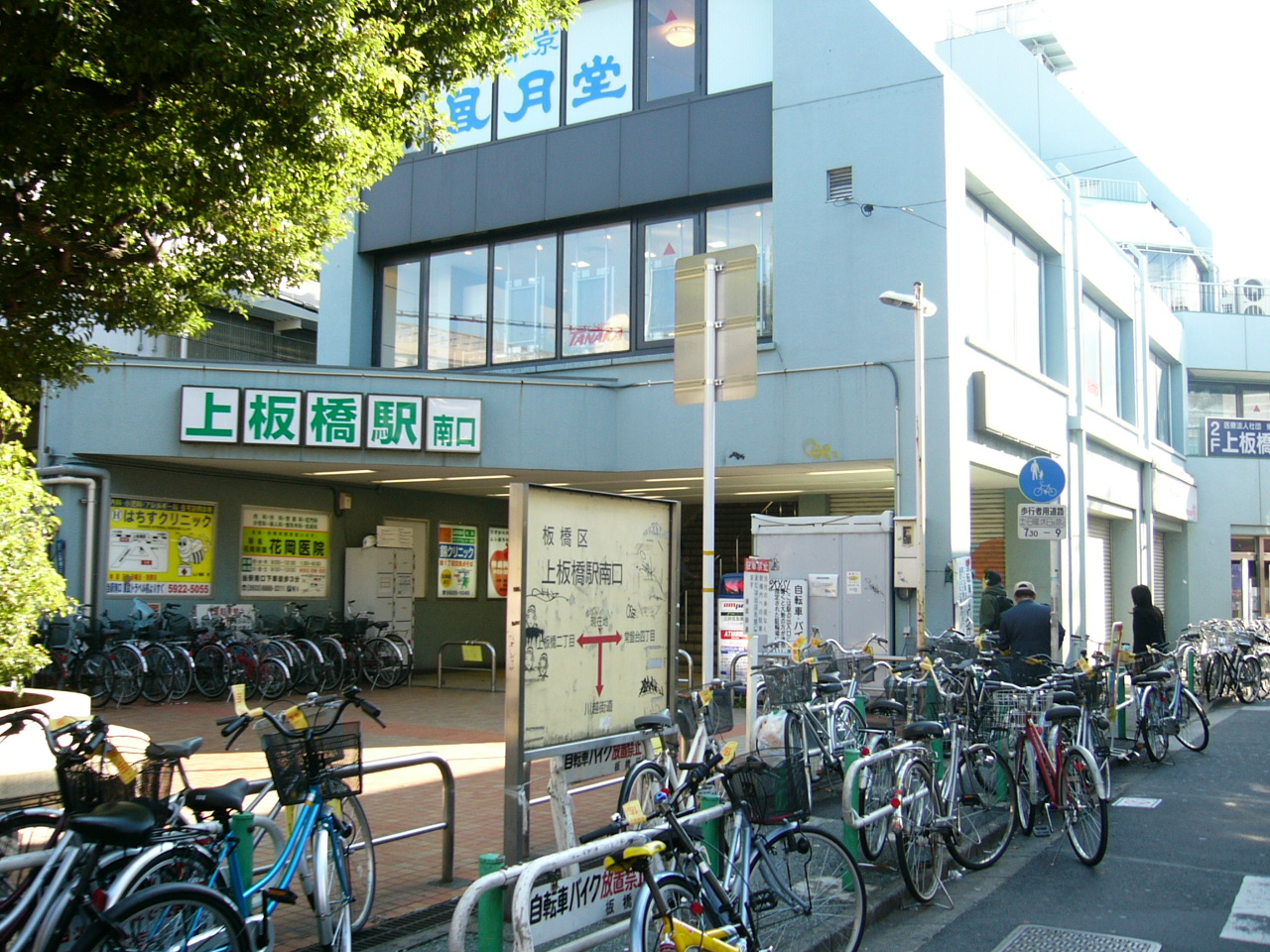
上板橋站南口

- 東武鐵道
  - 東武東上線：上板橋站－僅停靠各站停車。
    - 上行：池袋方向
    - 下行：成增、川越市、寄居方向

### 巴士
- 國際興業巴士（日语：国際興業バス）
  - 上板橋一丁目、櫻川、上板橋二丁目
    - 光02：行經陽光城往池袋站東口、往光丘站
    - 上板橋站、上板橋站前請參照常盤台 (板橋區)。

### 道路
- 國道254號（川越街道）

## 設施
- 板橋區立上板橋第四小學校
- 七軒家公園
- 東武STORE（日语：東武ストア）本社
- 上板橋郵便局

## 備註
1. ↑  .   [2014-10-04]. （原始内容存档于2014-09-14）.
2. ↑  『角川日本地名大辞典 13 東京都』，角川書店，1991年再版，P795
3. ↑  『いたばしの地名』板橋区教育委員会，1995年，P189-190
4. ↑  .   [2014-10-04]. （原始内容存档于2014-10-06）.

## 外部連結
- 板橋區官方網站（页面存档备份，存于）